# Paul Robertson
Paul Robertson est un animateur et graphiste australien.
Ses créations sont très inspirées par le jeu vidéo et ont parfois un aspect un peu « trash ». 
Il s'est occupé du design du coffret de l'intégrale de Scott Pilgrim.

## Jeux vidéo
Le style graphique particulier de Paul Robertson l'amene à travailler sur de nombreux jeux vidéo au sein de différents studios de développement tels que Torus Games, Magic Pockets, WayForward, 5th Cell, ou encore Ubisoft Montréal.

### Torus Games (2001-2003)
- The Invincible Iron Man
- Pitfall: The Lost Expedition

### Magic Pockets (2003-2004)
- Action Man: Robot Atak

### Wayforward (2004-2008)
- Batman (Leapster)
- Number Raiders (Leapster)
- Word Chasers (Leapster)
- Sigma Star Saga
- Barbie et le cheval magique
- Looney Tunes: Double Pack
- Tak: The Great Juju Challenge
- Bob l'éponge : La Créature du crabe croustillant
- Barbie au bal des 12 princesses
- Allie Singer
- X-Men 3: The Official Game
- La Ligue des justiciers
- American Dragon: Jake Long
- Contra 4

### 5th Cell (2006-2008)
- Drawn to Life
- Lock's Quest

### Ubisoft Montréal (2010)
- Scott Pilgrim contre le Monde, le jeu - animation de la plupart des personnages du jeu

## Animations
Paul Robertson a également créé plusieurs animations à l'univers futuriste, vidéoludique et irréel. La plupart du temps, ces animations sont des loisirs personnels et non des animations commerciales, bien que ce soit le cas pour certaines.
- Clip de Do the Whirlwind du groupe Architecture in Helsinki (2006)
- Pirate Baby's Cabana Battle Street Fight (2006)
- Devil Eyes (2006)
- The Magic Touch (2007)
- Kings of Power 4 Billion %(2008)
- La fausse publicité pour la boisson Syke (2009)
- Les Simpsons :Saison 26 , Episode 14: Taxi Girl (Gag du Sofa)
- Lyric videos Sweet Fascination, A Love Song et, Let It Roll de la chanteuse Ladyhawke (2016)